# Český Brod
Český Brod là một thị trấn thuộc huyện Kolín, vùng Středočeský, Cộng hòa Séc.